# Государственный мемориальный музей А. Н. Скрябина
Мемориа́льный музе́й Алекса́ндра Никола́евича Скря́бина — мемориальный музей, посвящённый жизни и творчеству композитора и пианиста Александра Скрябина. Открытие состоялось 10 октября 1918 года в семикомнатной квартире в Большом Николопесковском переулке, в которой с 1912 по 1915 год проживал композитор. Позднее в состав музея вошёл бывший доходный дом, расположенный во дворе особняка. На 2018 год в нём функционирует Центр культурных инноваций «Дом Скрябина».

## Здание
Первые упоминания о деревянном одноэтажном доме по адресу Большой Николопесковский переулок, 11 относятся к 1802 году. Сильно пострадавшее во время пожара 1812 года, в 1850-х здание было снесено, а на его месте возведён кирпичный особняк. Спустя несколько лет к зданию был настроен второй этаж по проекту Сергея Воскресенского.
В 1902 году дом был снова перестроен архитектором Флегонтом Воскресенским: были добавлены элементы в стиле ампир, фасад был украшен продольным рустом, прямоугольным аттиком и эркерами.
Первой владелицей здания была Н. П. Чихаева, впоследствии продавшая особняк супруге декана историко-филологического факультета Московского университета Аполлона Грушка. Профессор проживал на первом этаже, в то время как второй был отведён под сдачу .
В 1901—1902 годах во дворе построили двухэтажное здание по проекту архитектора Ивана Машкова, служившее доходным домом. В нём снимали квартиры певицы Евгения Збруева и Маргарита Эйхенвальд. В 1920-е годы здесь размещалась театральная студия имени Фёдора Шаляпина.
В 1912 году Александр Скрябин поселился в доме в Николопесковском переулке вместе со своей семьёй: женой — Татьяной Шлёцер-Скрябиной, её матерью — Марией Шлёцер, и детьми — Ариадной, Юлианом и Мариной.
Композитор арендовал семикомнатную квартиру на втором этаже. Напротив его дома находилась церковь Николы на Песках, в честь которой переулок получил своё название. В этой квартире композитор создал последние фортепианные сочинения, работал над «Предварительным действом», которое осталось незавершённым.

## Музей
Инициатором создания музея стала вдова композитора — Татьяна Фёдоровна Шлёцер-Скрябина. В 1918 году благодаря участию Анатолия Луначарского и Александра Гольденвейзера вдове композитора была выдана охранная грамота, позволяющая избежать превращения квартиры в коммунальную.
В 1919-м в комнате Марии Шлёцер произошёл пожар, перекинувшийся на остальную часть здания и уничтоживший кровлю и мебель, при этом рукописи Скрябина, личную библиотеку композитора, картины и прочее удалось сохранить. Во время советской власти некоторые предметы интерьера были ликвидированы: венские стулья, кресла, дубовый стол, гардероб из красного дерева и кровать.
В 1922-м состоялось официальное открытие музея для посетителей. После смерти Татьяны Шлёцер-Скрябиной, в 1922 году заведующим был назначен Сергей Каштанов, и учреждение вошло в объединение «Толстовский музей» .
Во время Второй Мировой Войны учреждение находилось на полуконсервации: экспонаты были вывезены и хранились в Троице-Сергиевой лавре, пока в самом здании проходил ремонт. Несмотря на военное положение, здесь проводились музыкальные концерты композиторов Владимира Софроницкого и Самуила Фейнберга, а Сергей Дурылин и Мария Скрябина читали открытые лекции.
После войны музею был передан нижний этаж здания, где была открыта студия электронной музыки, просуществовавшая до конца 1970-х. Здесь работали Эдуард Артемьев, Софья Губайдулина и Эдисон Денисов.
В 1984—1988 годах в музее была проведена комплексная реставрация. С 2014 года в состав учреждения вошло второе строение. В начале XIX веке оно служило доходным домом: здесь жили певица Анна Тарасевич, исследователь Михаил Шевелёв, профессор Московского университета Сергей Познышев. В доме был открыт Центр культурных инноваций «Дом Скрябина», включающий в себя выставочный и концертный залы, интерактивный класс и музейное фондохранилище.

## Экспозиция
Квартира устроена по анфиладному принципу: ряд комнат, связанных общим коридором, переходят одну в другую. В прихожей висит фонарь, на донышке которого выгравированы буквы IHS — греческий вариант написания имени Иисуса Христа. Рядом находятся телефон и зеркало.
Актёр Михаил Державин впоследствии вспоминал:
Когда мы немножко подросли, мы вместе превосходно проводили время, когда прогуливали школу. Это были идеальные дни. Во-первых, мы обязательно шли в музей Скрябина. Этот музей находился почти напротив дома, там и по сию пору сохранилась квартира гениального композитора. Мы приходили туда, на ноги нам нацепляли детские музейные тапочки, чтобы мы не натоптали, и мы радостно шлепали по всем гулким помещениям музея. Вот колокольчик для прислуги. Вот стоит его рояль… Мы с детства знали, что Скрябин – первооткрыватель «цветомузыки». Нам разрешали нажимать на клавиши рояля, чтобы в ответ зажигались различные лампочки. В столовой висел гонг, который созывал всех домочадцев и гостей к обеду. Нам тоже разрешали позвенеть. Так пролетало время первых двух уроков...
В кабинете композитора, обклеенном обоями с геральдическими лилиями, стоит рояль Бехштейн, подаренный композитору официальным представителем фирмы. Помимо Скрябина, на нём играли: Сергей Рахманинов, Владимир Горовиц, Генрих Нейгауз, Владимир Софроницкий и другие. Здесь также бывали художники Николай Шперлинг и Леонид Пастернак, режиссёры Всеволод Мейерхольд и Александр Таиров, актриса Алиса Коонен, поэты Константин Бальмонт, Вячеслав Иванов и Юргис Балтрушайтис, философы Николай Бердяев и Сергей Булгаков.
В кабинете находится письменный стол и кресло, привезённые композитором из Брюсселя. На столе стоит лампа, бювар, а также цвето-световой аппарат с двенадцатью лампочками, который был создан профессором Александром Мозером для домашнего исполнения симфонической поэмы «Прометей». Рядом располагается высокая конторка, за которой музыкант работал стоя. Сейчас на ней хранятся эскизы «Предварительного действа» к «Мистерии».
В застеклённом шкафу в стиле ар-нуво хранятся книги Платона, Бенедикта Спинозы, Артура Шопенгауэра, Фридриха Энгельса, Константина Бальмонта и другие.
Я любил наблюдать настроение слушателей этих концертов дома, смотря за ними косвенным взором и не жалея одновременно терять сам впечатления от исполнения. Во время исполнения все сидели в этой же комнате в креслах, где кого заставала музыка. Александр Николаевич не любил, чтобы во время игры кто-нибудь близко был от инструмента. Утонувшие в креслах, вырисовывались задумчивые и внимательные фигуры <…> Когда Скрябин кончал играть, обычно некоторое время было молчание, потом оно прерывалось какой-нибудь несколько официально звучавшей похвалой.Леонид Сабанеев
В гостиной принимали почётных гостей: сестёр Гнесиных, семьи Гагариных, Трубецких и Шаховских. Здесь стоит рояль фирмы Джона Беккера, подаренный Скрябину меценатом Митрофаном Беляевым. Тут же выставлен бюст Скрябина работы скульптора Серафима Судьбинина, заказанный в подарок композитору дирижёром Сергеем Кусевицким.
Столовая обставлена мебелью в светлых тонах, на которой хранятся подарки, преподнесённые Скрябину: фаянсовая миска и блюдо, панно-аппликация египетской фрески. Тут же висит большая люстра, выполненная в стиле модерн.
Скрябины были просты в приёме своих посетителей, особенно близких. Обычно в столовой проходил этот прием и «неизбежное питание», которое было гостеприимным, но скромным. Обычно это был чай, который разливала Татьяна Фёдоровна, сидя за самоваром, на узком конце стола, против окна. Александр Николаевич сидел традиционно напротив, в кресле-стуле.Леонид Сабанеев
Следующей комнатой экспозиции является комната Марии Шлёцер — тёщи композитора. Здесь представлены документы и материалы о жизни и творчестве Александра Скрябина. В спальне композитора расположены кровать, деревянная ширма, комод, ампирные кресла, козетка и стол, а также фотопортрет Скрябина работы Александра Мозера.
Во всей квартире висят художественные произведения известных художников Бориса Кустодеева «Последний концерт Скрябина в Петрограде», «Торг Лошадей» Розы Бонёр, рисунки Леонида Пастернака, работы Николая Шперлинга, репродукции Леонардо да Винчи и Михаила Врубеля. В книжных шкафах хранится богатая библиотека композитора, включающая в себя издания по теософии, философии, эстетике и естественным наукам.